# Mundolinco
Mundolinco ist eine auf der Basis von Esperanto entworfene Plansprache, die von dem niederländischen Autor Jacob Braakman im Jahr 1888 veröffentlicht wurde. Sie zeichnet sich dadurch aus, dass sie anscheinend der erste Esperantid (auch Esperantoid) ist, da sie schon ein Jahr nach Esperanto veröffentlicht wurde.

## Unterschiede zu Esperanto
Die größten Abweichungen vom Esperanto ergeben sich durch die Zusammenlegung der im Esperanto getrennten Endungen der Adjektive (Endung -a) und Adverbien (Endung -e) zu der einheitlichen Endung -e, Veränderungen in der Konjugation, einer Steigerung der Lateinischen Wortwurzeln und den Zusatz einiger Affixe, wie zum Beispiel dem Suffix -osim, welches den Superlativ anzeigt (im Esperanto wird der Superlativ mit dem Partizip  (la) plej gebildet, das wie das englische (the) most oder das französische (le) plus verwendet wird) und dem völligen Verzicht auf diakritische Zeichen. Der Akkusativ und die Anpassung der Adjektive wurden ebenfalls weggelassen.

## Beispiele
Mundolinco: Nummern 1–10: un, du, tres, cvarto, cvinto, siso, septo, octo, nono, desem.
Esperanto: Nummern 1–10: unu, du, tri, kvar, kvin, ses, sep, ok, naŭ, dek.
- Mundolinco:
 Digne Amiso! Hodie mi factos conesso con el nove universe linco del sinjoro Braakman. Mi perstudies ho linco presimente en cvinto hori! … Ce ho linco essos el fasilosime del mundo…
- Esperanto:
 Digna Amiko! Hodiaŭ mi ekkonis la novan universalan lingvon de sinjoro Braakman. Mi pristudis tiun lingvon rapide en kvin horoj! … Ĉi tiu lingvo estas la plej facila de la mondo…
- Deutsch:
 Würdevoller Freund! Heute erfuhr ich von der neuen universellen Sprache von Herr Braakman. Ich habe die Sprache schnell in fünf Stunden gelernt! … Diese Sprache ist die einfachste der Welt…